# Eriphus viridis
Eriphus viridis là một loài bọ cánh cứng trong họ Cerambycidae.